# Ле-Фер
Ле-Фер (фр. Les Ferres) — коммуна на юго-востоке Франции в регионе Прованс — Альпы — Лазурный берег, департамент Приморские Альпы, округ Грас, кантон Ванс. До марта 2015 года коммуна административно входила в состав упразднённого кантона Курсегуль (округ Грас).
Площадь коммуны — 13,7 км², население — 89 человек (2006) с тенденцией к росту: 96 человек (2012), плотность населения — 7,0 чел/км².

## Население
Население коммуны в 2011 году составляло — 100 человек, а в 2012 году — 96 человек.
| 1962 | 1968 | 1975 | 1982 | 1990 | 1999 | 2005 | 2006 | 2010 | 2011 | 2012 |
| ---- | ---- | ---- | ---- | ---- | ---- | ---- | ---- | ---- | ---- | ---- |
| 78   | 71   | 35   | 40   | 36   | 59   | 90   | 89   | 97   | 100  | 96   |

Динамика численности населения:

## Экономика
В 2010 году из 56 человек трудоспособного возраста (от 15 до 64 лет) 43 были экономически активными, 13 — неактивными (показатель активности 76,8 %, в 1999 году — 69,2 %). Из 43 активных трудоспособных жителей работали 39 человек (23 мужчины и 16 женщин), 4 числились безработными (2 мужчины и 2 женщины). Среди 13 трудоспособных неактивных граждан 3 были учениками либо студентами, 7 — пенсионерами, а ещё 3 — были неактивны в силу других причин.